# Dr. Gillespie’s Criminal Case
Dr. Gillespie’s Criminal Case ist ein US-amerikanisches Filmdrama in schwarz-weiß aus dem Jahr 1943. Regie führte Willis Goldbeck, das Drehbuch schrieben Martin Berkeley, Harry Ruskin und Lawrence P. Bachmann. Die Hauptrollen spielten Lionel Barrymore, Van Johnson und Keye Luke. Dr. Gillespie’s Criminal Case ist der zwölfte Film der Dr. Kildare-Serie von Metro-Goldwyn-Mayer und der dritte ohne Dr. Kildare.

## Handlung
Im Blair General Hospital in New York befassen sich Dr. Leonard Gillespie und seine beiden miteinander konkurrierenden Assistenten Dr. Randall Adams und Dr. Lee Wong Howe mit drei verschiedenen, zeitgleich ablaufenden Ereignissen.
Da ist Marcia Bradburn, die Sergeant Patrick J. Orisin heiraten möchte, sich aber vor der Reaktion ihres ehemaligen Verlobten Roy Teadwell fürchtet. In Calling Dr. Gillespie hatte Dr. Gillespie bei diesem Dementia praecox diagnostiziert. Nach mehreren Morden war Roy zu einer lebenslänglichen Freiheitsstrafe verurteilt worden. Dr. Gillespie beruhigt Marcia, meldet sich und Dr. Adams aber umgehend für einen Besuch in dem Gefängnis an. Dort untersucht er Roy und spricht auch mit ihm, wobei der versichert, sich an keine seiner Straftaten erinnern zu können. Dr. Gillespie vertritt dem Gefängnisdirektor gegenüber weiterhin die Ansicht, dass Roy in eine Heilanstalt und nicht in ein Gefängnis gehöre, auch wenn die Richter im Prozess gegen Roy zu einem anderen Schluss gekommen waren. Daher treffen sich Dr. Gillespie und Dr. Adams Wochen später, wieder im Gefängnis, mit dem Direktor und dem Gefängnisausschuss, doch weiterhin wird Dr. Gillespie nicht geglaubt. Sie lassen Roy, der gerade in der Zeitung von Marcias Verlobung gelesen hatte, kommen. Doch der ist bewaffnet, und er hat zwei Komplizen bei sich. Da ein Ausschussmitglied zum Telefon greift, erschießt Roy ihn und nimmt die anderen als Geiseln. So kann er aus dem Gefängnis entkommen. Bald gerät er aber in eine Polizeisperre, so dass er mit den Geiseln in eine Hütte im Wald flieht. Bald ist die Hütte von der Polizei umzingelt. Dr. Gillespie gelingt es, Roy davon zu überzeugen, dass er ein psychisches Problem hat, das ihn immer wieder zum Verbrecher machen wird. Roy entwaffnet daraufhin seine Komplizen und verlässt die Hütte. Dabei schießt er wahllos in Richtung Polizei, sodass er bald erschossen wird.
Dr. Lee behandelt unterdessen Alvin F. Peterson, einen Soldaten der US-Luftwaffe, der beim japanischen Angriff auf Pearl Harbor beide Beine verloren hat. Dieser ist zudem deprimiert und teilnahmslos, als ihm operativ Beinprothesen angebracht werden. Die Briefe, die er von seiner Verlobten bekommt, verbrennt er ungelesen. Dr. Lee vertauscht einen dieser Briefe und übergibt ihn Dr. Gillespie. Als dieser liest, dass die Verlobte weiterhin zu Peterson steht, bittet er die Oberschwester Molly Byrd, den Brief zu beantworten. Zwar kommt eine Rückantwort, aber damit lässt sich Peterson nicht motivieren. Eines Tages stellt Dr. Lee ihm Mr. Coleman, einen guten Bekannten Dr. Gillespies vor. Dieser hatte die Operation bezahlt und erzählt Peterson von seinem Leben. Als Junge sei ihm eine Straßenbahn über beide Beine gefahren, worauf er diese verloren habe. Nun lebe er aber gut und erfolgreich mit seinen Prothesen, die er auch bereitwillig zeigt. Augenblicklich entwickelt Peterson so viel Motivation für seine Übungen, dass Dr. Lee ihn nach einem Sturz nicht schnell genug wieder auf das Trainingsgerät helfen kann.
In der Kinderstation sind vier Mädchen, die alle gerade operiert wurden, an Erysipel erkrankt. Sie entwickeln hohes Fieber, sodass die Station unter Quarantäne gestellt werden muss. Neben zwei Krankenschwestern bleiben auch Dr. Gillespie und seine beiden Assistenten im gesperrten Bereich. Mehrere Tage kämpfen sie darum, die Mädchen am Leben zu erhalten, was auch gelingt. Allerdings infiziert sich dabei eine der Krankenschwestern und stirbt kurz danach.
Ruth Edly, die als Sozialarbeiterin im Krankenhaus beschäftigt ist, hat inzwischen bereits zum dritten Mal Dr. Adams in ihr Apartment eingeladen. Bei den ersten beiden Einladungen war er jeweils nach wenigen Minuten vom Krankenwagenfahrer Joe Wayman zur Abreise ins Gefängnis abgeholt worden. Dieses Treffen wird zur Überraschungsgeburtstagsfeier für Dr. Gillespie, zu der auch der Klinikleiter Dr. Carew, Molly Byrd und Dr. Lee mit seiner Freundin kommen. Auch die frisch verheiratete Marcia kommt mit ihrem Mann, wie auch die vier Mädchen und Alvin Peterson, der mit Molly Byrd einen Walzer tanzt.

## Hintergrund

### Besetzung und Technischer Stab
Nachdem er in den ersten elf Teilen der Serie am Drehbuch beteiligt gewesen war und im Vorgängerfilm Dr. Gillespie’s New Assistant zusätzlich die Regie übernommen hatte, beschränkte sich Willis Goldbeck in Dr. Gillespie’s Criminal Case auf die Regiearbeit. Donna Reed trat erneut in ihrer Rolle aus Calling Dr. Gillespie auf, wohingegen Phil Brown in der Rolle des Roy Todwell durch John Craven ersetzt wurde. Marilyn Maxwell hatte ihren ersten Auftritt in der Serie.
Für das Szenenbild in Dr. Gillespie’s Criminal Case waren Cedric Gibbons sowie Edwin B. Willis verantwortlich. Die Kostümbildnerin war Irene.

### Dreharbeiten
Die Produktion von Dr. Gillespie’s Criminal Case lief vom 23. November 1942 bis Mitte Januar 1943. Gedreht wurde in den Studios von MGM.

### Erstaufführung
Dr. Gillespie’s Criminal Case wurde am 4. Mai 1943 in New York uraufgeführt und von Metro-Goldwyn-Mayer vertrieben. Eine deutschsprachige Version des Filmes gibt es nicht.

## Rezeption

### Kritiken

#### Zeitgenössische Kritiken
Die Kritikerinnen des Motion Picture Review fanden Dr. Gilliespie’s Criminal Case unterhaltsam und sprachen von einer gut ausbalancierten Mischung aus Humor und menschlichem Interesse. In Harrison’s Reports ist von einer unterdurchschnittlichen Folge die Rede. Der Film springe von einer Geschichte zur anderen, und diese Geschichten hingen kaum zusammen. Die Geschichte um den Soldaten, der seine Beine verloren hat, sei zwar intelligent dargestellt, es sei aber nicht das, was Zuschauer in Kriegszeiten sehen wollen. Die Geschichte mit den kranken Kindern sei zu herzzerreißend um unterhaltsam zu sein. Gut seien dagegen die Szenen, in denen Dr. Gillespie gekidnappt wird. Zudem sei die Rivalität zwischen seinen Assistenten ein wenig amüsant. Die Wirkung der Geschichte mit den amputierten Beinen auf das Kinopublikum wird zudem noch in einem Leitartikel von Harrison’s Reports vertieft. So etwas sei vielleicht in Kriegsfilmen möglich, wo man nichts anderes erwarte, in einem Krankenhausfilm sei das aber fehl am Platz. Die Zuschauer wollten sich auch vom Krieg ablenken lassen und würden so etwas nicht sehen wollen. Dies erkläre auch, dass bereits einige Kinobesitzer geklagt hätten, dass viele ihres Stammpublikums nicht kämen. Von der Variety kam harsche Kritik: Die Geschichte sei schwach, wie auch die Dialoge. Der Film sei schlecht geschnitten und viel zu lang, er sei langweilig von Anfang an. Da helfe auch die wirklich gute Besetzung nichts. Hervorgehoben wird dabei die Leistung von William Lundigan. Sehr gute Aussichten gebe es auch für Marilyn Maxwell.

#### Moderne Kritiken
Leonard Maltin gab dem Film 2½ von 4 Punkten und bemerkte, die Folge sei unüblich ernst. Hal Erickson fand Dr. Gillespie’s Criminal Case zu lang. Paul Mavis verriss den Film. Er sah gleich fünf Geschichten. Darunter sei Propaganda, die zeigen solle, wie sehr das Land sich um schwer verwundete Kriegsheimkehrer kümmere. Zudem werde gezeigt, wie Donna Reed darum kämpft, einen Grund zu finden, wieso ihre Figur so handeln würde wie sie es tue. Und dann sei da noch die seltsame Liebesgeschichte zwischen Dr. Adams und Ruth Adly, in der keine Motivation für Ruth zu erkennen sei und in der Dr. Adams bei jeder Avance Ruths so aussehe, als falle er in Ohnmacht. Auch sei nicht zu verstehen, warum sich die beiden jedes Mal in dem Apartment treffen, in dem Dr. Adams vom Krankenhaus angerufen werden würde. Zusammenfassend findet er den Film ernsthaft dumm.